# جون ماكنالي (سياسي)
جون ماكنالي هو سياسي بريطاني، ولد في 1 فبراير 1951 في Denny, Falkirk ‏ في المملكة المتحدة. نشط حزبياً في الحزب الوطني الإسكتلندي. في الانتخابات العامة في المملكة المتحدة 2019، انتخب عضو البرلمان الثامن والخمسين للمملكة المتحدة ‏ عن دائرة فالكيرك وقد انضم خلال فترته النيابية ‏ (12 ديسمبر 2019 – ) للكتلة البرلمانية الحزب الوطني الإسكتلندي وفي الانتخابات العامة في المملكة المتحدة 2015، انتخب عضو البرلمان السادس والخمسين للمملكة المتحدة ‏ عن دائرة فالكيرك وقد انضم خلال فترته النيابية ‏ (7 مايو 2015 – 3 مايو 2017) للكتلة البرلمانية الحزب الوطني الإسكتلندي وفي الانتخابات العامة في المملكة المتحدة 2017، انتخب عضو البرلمان السابع والخمسين للمملكة المتحدة ‏ عن دائرة فالكيرك وقد انضم خلال فترته النيابية ‏ (8 يونيو 2017 – 6 نوفمبر 2019) للكتلة البرلمانية الحزب الوطني الإسكتلندي.

## وصلات خارجية
- الموقع الرسمي